# Radomyr Mokryk
Radomyr Romanowytsch Mokryk (ukrainisch Радомир Романович Мокрик; wiss. Transliteration Radomyr Romanovyč Mokryk, auch Radko Mokryk oder Mokrik; * 18. August 1987 in Lwiw) ist ein ukrainischer Historiker und Kulturwissenschaftler.

## Biografie
Nach dem Studium der Kulturwissenschaften an der Nationalen Iwan-Franko-Universität Lwiw und seit 2014 der Modernen Geschichte an der Karls-Universität in Prag erhielt Mokryk 2018 ein Stipendium an der Oxford School of Global and Area Studies an der University of Oxford, kehrte aber bald nach Prag zurück, wo er im September 2021 mit einer Arbeit über die Generation der 1960er und den koloniale Diskurs der sowjetischen Kultur in der Ukraine in der Zeit des Tauwetters 1956 bis 1964 promovierte. Anschließend lehrte er in Prag bis 2022 als wissenschaftlicher Mitarbeiter des Instituts für osteuropäische Studien. Nach dem Großangriff Russlands auf die Ukraine verließ Mokryk Prag und kehrte nach Lwiw zurück, wo er seither an der Ukrainischen Katholischen Universität vorübergehend unterrichtete. Seine Lehre an der Karls-Universität setzt er online fort.

### Werk
Mokryk hat nach seiner Diplomarbeit über die ukrainische Helsinkibewegung ca. 30 Publikationen auf der Internetseite Ukrajinska Prawda und einer Reihe von weiteren Aufsatzveröffentlichungen sowie Zeitungsartikeln in vor allem tschechischen Medien zur aktuellen Situation in der Ukraine im Herbst 2023 auf der Grundlage seiner Prager Dissertation eine umfangreiche, wohlwollend aufgenommene Darstellung über die ukrainische Dissidentenbewegung der 60er Jahre veröffentlicht. Im gleichen Jahr erschien auf Tschechisch sein langer Interviewband Gespräche über die Ukraine sowie schließlich sein Buch Tschechische Geschichten des 20.Jahrhunderts.

### Auszeichnungen
- KBU Award 2023 (bestes ukrainisches Buch der letzten zwei Jahre in der Kategorie „Nationale Identität“ für Aufstand gegen das Imperium).[4]

## Veröffentlichungen

### Buchveröffentlichungen
- Gespräche über die Ukraine (Hovory o Ukrajine. Radomyr Mokryk odpovídá na otázky Jiřího Padevěta). Academia, Praha 2023. ISBN 978-80-200-3436-6.
- Aufstand gegen das Imperium (Бунт проти імперії). A-Ba-Ba-Ha-La-Ma-Ha, Kyjiw, 2023. ISBN 978-617-585-249-1[5]
  - Zrození disentu. Šedesátníci a tání na Ukrajině (1956–1965). Academia, Praha 2024.
  - Die ukrainischen „Sechziger“: Chronologie einer Revolte. Aus dem Ukrainischen übersetzt von Christian Weise. ibidem, Hannover 2024 (Ukrainian Voices; 73). ISBN  978-3-8382-1873-1.
- Tschechische Geschichten des 20. Jahrhunderts (Чеські історії XX століття). Duch i litera, Kyjiw 2023. ISBN 978-617-8262-31-0.[6]
- / Soňa Koškiná, Ukrajina osobní svědctví a geopolitické pozadí rusko-ukrajinské války. Academia, Praha 2023. ISBN 978-80-7689-233-0.

### Aufsätze (in Auswahl)
- Činnost Ukrajinského helsinského spolku na konci osmdesátých let 20. století v Ukrajině, in: Oriens aliter 3/2016, 35–49.
- Human rights movement in Czechoslovakia and in Ukraine in the end of 1970s, in: Oriens aliter 5/2018, 23–44.
- Kulturní politika po 20. sjezdu Komunistické strany SSSR: reflexe v sovětské Ukrajině, in: Slovanský přehled 106, 3 (2020), 501–524.
- Ukrajinské národní obrození v Haliči v 19. století a české vlivy, in: Antonie Doležalová, Miroslav Hroch (eds.), Pohledem druhých: Praha jako inspirace a vzor pro emancipační zápas malých národů. Nakl. Karolinum, Praha 2021, 85–98.
- The beginning: the poetry of Lina Kostenko during the Thaw, in: Miscellanea posttalitariana Wratislaviensia 9/2021, 165–173.
- Préface, in: Lina Kostenko, Journal d'un fou ukrainien: roman. Editions L'Harmattan, Paris 2022.
- Dolsov, in: Chleba z minového pole: reportáže z Ukrajiny Solvart, Bratislava 2022, 170–176.
- Obraz Krymu v ukrajinských a ruských médliích, in: Poloostrov Krym: od křižovatky kultur k ruské kolonii: Řecko – Řím – Byzanc – Osmanská říše – Krymský chanát – Ruské impérium – Sovětský svaz - Ukrajina - Ruská federace / k vydání připravili Helena Ulbrechtová a Radomír Vlček; Martina Čechová, Radana Merzová, Radomyr Mokryk, Miroslav Olšovský, Helena Pazdiorová, Romana Štorková Maliti, Helena Ulbrechtová, Radomír Vlček. Slovanský ústav AV ČR, v.v.i, Praha, 2022, 335–350.
- Viatcheslav Tchornovil: Du „général 183 des taulards“ au leader national, in: La règle du jeu 32 (77) Octobre 2022, 367 ff.
- Ukrainian Nationalism from Shevchenko to the Maidan: A Czech Perspective, in: East/West: Journal of Ukrainian Studies 9,2 (2022), 225–235.

Weitere gedruckte Artikel erschienen in den Zeitschriften Lokal'na istorija und Přítomnost.

### Zeitungsartikel
Mokryk veröffentlichte in ukrainischen und tschechischen Online-Zeitschriften zahlreiche Aufsätze, unter anderem in Chytomo, Istorytschna Prawda, theukrainians, Zbruč, forum24, in den Tageszeitungen Den', Deník N, Právo und in den tschechischen Wochenzeitungen Echo, Forum.
- In russifizierten Städten (По русифікованих містах), in: Zbruč 4. September 2021
- Народження дисидентів: 13 миттєвостей української „відлиги“, in: Chytomo 13.8.2023
- Дискримінація на щодень: Лещата приниження за національною ознакою були присутні ледь не на кожному кроці... (Diskriminierung im Alltag), in: the arc Oktober 2024.

### Interview
- Ukrainische Kultur, das ist kaum die Sendung „Quartal“ (Українська культура — це далеко не „квартал“), in: theukrainians 22. Juni 2021